# Marc'Antonio Pasqualini
Marc'Antonio Pasqualini (1614-1691) was een Italiaanse operazanger en (gelegenheids)componist.
Hij was wellicht de meest toonaangevende mannelijke sopraan (castraat) van zijn tijd. Hij begon zijn zangcarrière op 9-jarige leeftijd, en trad in 1630 toe tot het koor van de Sixtijnse Kapel, onder de hoge bescherming van kardinaal Antonio Barberini (de Jongere, 1607-1671). Hij genoot de gunst van de Barberini-familie, bij wie hij vanaf 1632 de hoofdrol speelde in de vele opera's die in hun Palazzo Barberini werden opgevoerd.
In 1647 nam hij, op uitnodiging van kardinaal Mazarin, in Parijs deel aan de creatie van de opera Orfeo van zijn vriend Luigi Rossi (1598-1653), waarin hij de rol van  Aristée vertolkte.
In het Metropolitan Museum te New York wordt een geïdealiseerd portret van Pasqualini bewaard, geschilderd door Andrea Sacchi (1599-1661), die net als Pasqualini zelf tot de hofhouding van de Barberini behoorde. Op het schilderij uit 1641 wordt een klavecimbel spelende Pasqualini gelauwerd door de god Apollo. Het werk vormt aldus tegelijkertijd een portret en een allegorie van de muziek.